# Mozart II
El Mozart II es un barco de pasajeros alemán.

## Historia
El barco fue construido en 1967 con el número de construcción N 26 en el astillero Lux en Mondorf, Registrier-Nummern :ENI 04028120. Hasta 1982 llevó el nombre de Bigge y fue utilizado por la compañía naviera de pasajeros Biggesee. En 1975, Günter Benja le dio al Bigge una longitud de 32,55 metros, una manga de 6,1 metros y un calado de 0,9 metros. En ese momento, el barco aún podía transportar 400 pasajeros y alcanzaba una velocidad de 20 km/h con su propulsión de 148 hp. Además del Bigge, en ese momento pertenecían a la empresa otras tres embarcaciones producidas por Lux, el Olpe, el Sauerland y el Westphalia. Luego, el barco vino del Biggesee al Meno y navegó allí como Mozart II para Veitshöchheimer Personenschifffahrt GmbH, que en 2000 también operaba dos barcos que había construido Hupp en Eibelstadt y se llamaban Barbarossa y Fortuna. Según Dieter Schubert, el Mozart II todavía podía transportar 400 pasajeros en 2000. Da la longitud del barco de 34 metros, la anchura de 6,4 metros y el calado de 1,3 metros, pero no menciona ninguna conversión. En la época de Schubert, el Mozart II todavía tenía un motor de 320 hp. El Mozart II ahora (a partir de mayo de 2022) ya no figura en la página de inicio de Veitshöchheimer Personenschifffahrt. Estuvo operando en Miltenberg en 2021. Aparentemente, el barco ha estado a la venta desde al menos 2015. Según la oferta de venta, el barco ahora solo puede transportar 300 personas.

## Literatura
- Günter Benja, "Personenschifffahrt en aguas alemanas. Directorio completo de todos los barcos de pasajeros y servicios. Con 115 fotos de barcos, Oldenburg y Hamburgo 1975, ISBN 3-7979-1853-4, p. 76
- Dieter Schubert, Barcos de pasajeros fluviales alemanes. Registro ilustrado de barcos", Berlín 2000, ISBN 3-933177-10-3, p. 94